# Los Papelípolas
Los Papelípolas fue un grupo de artistas del Departamento del Huila, en la República de Colombia, surgido en el año 1958. Sus producciones, en los campos del teatro, la narrativa, el dibujo, el cine, la televisión y especialmente en el de la poesía, han sido ampliamente reconocidas y difundidas, aún, varias décadas después de su disolución. Fue disuelto a mediados de los años 60, aunque sus componentes siguieron escribiendo de manera independiente. El nombre Los Papelípolas tiene su raíz en el papel que usaban para escribir, según Darío Silva Silva, y La Pola, marca de cerveza de Bavaria, en honor a la heroína colombiana Policarpa Salavarrieta, fabricada en Colombia desde 1910, vocablo generalizado para toda clase de cerveza.

## Los componentes del grupo
La nómina habitual del grupo poético de Los Papelípolas se limita a seis autores: Gustavo Andrade (destacó en los campos de la dramaturgia como ganador de premios en Francia, España, Costa Rica, Colombia, entre otros; en la cinematografía como guionista de la película El Río de las Tumbas del director Julio Luzardo; libretista de radio, televisión y director del cortometraje La Cantina de José Dolores, producido por el ICA). Los demás fueron apáticos a los certámenes y al cine, pero con unas obras valiosas: Ángel Sierra Basto (seudónimo de Víctor Manuel Cortés Vargas, poeta, motor de la educación en el Huila, y político, autor de Dimensiones, 1963, y Xenias & Apophoretas de Menein Laos, 1994); Darío Silva Silva (poeta y actual arzobispo de Casa Sobre la Roca, uno de los cuarenta hombres más influyentes de Colombia según la revista Semana); Rubén Morales Buendía (poeta y uno de los primeros caricaturistas del Huila); Julián Polanía Pérez (poeta y político, autor de Noción de Pesadumbre, 1958, y Narración de los Rostros Vivientes, 1963); y, Luis Ernesto Luna Suárez (poeta, burócrata, dedicado a la propaganda política, autor de Memoria del Silencio, 1988). Delimiro Moreno en su trabajo Los Papelípolas, Ensayo sobre una Generación Poética (1995) agregó a Armando Cerón Castillo (autor de Detrás de las Palabras, 2010) y posteriormente se habló de Camilo Lara Cuenca como un apéndice de ellos, con una producción poética recientemente publicada (Así Canta mi Lira, 2005), casi de manera póstuma. Los temas y el estilo de estos poetas como grupo fueron siempre muy heterogéneos, como su ideario espiritual y político.
David Rivera (sobrino del reputado poeta José Eustasio Rivera), el sacerdote Jenaro Díaz Jordán y el señor Isauro Medina Ceballos (concuñado de Rubén Morales y quien presentó a este con su esposa Aura Vargas Cely) fueron frecuentes partícipes de las tertulias y reuniones de los papelípolas. Todos compartían un estilo clásico de escribir, recitar y declamar poesía.

Dos de ellos, compartieron afinidades especialmente con la generación Beat: Ángel Sierra Basto y Luis Ernesto Luna Suárez.

Darío Silva Silva nos presenta los seis integrantes originales en la Balada de los Papelípolas:

BALADA DE LOS PAPELÍPOLAS

¡Y los seis neopoéticos centauros

irrumpieron de súbito!

Y aromó los espacios la rosa del relincho:

-media docena tiene de pétalos la flor-

Uno:

Este Rubén Morales de bifurcado aroma

-dos gustos paralelos y una sola redoma-

música de dos ritmos, astro en dúo de luz,

cópula sinantérea de pólenes fraternos:

el pintor y el poeta laten en él eternos,

y lo hacen un Neo-Cristo prendido a

doble cruz.

Dos:

Y este Ángel Sierra Basto, genial desde el aspecto

hasta el subfondo mismo de su ego selecto;

es el Aleph y la Ya de su Musa de Amor.

En cada verso suyo se conforma un concepto,

sus cultos cerebrales tienen un solo adepto

y en sus jardines rúnicos él es la sola flor.

Tres:

Y este Gustavo Andrade –Oscar Wilde del gracejo-

que para amar al Huila posee un catalejo

que insinúa del futuro la sonriente faz;

con apariencia, porte y verbo de turista,

que del amor sutil y lo serio equidista

y que del modernismo va pulsando el compás.

Cuatro:

Y Julián Polanía –de activo ritmo físico

que le imprime ademanes de antípoda de tísico

romántico. Este frater, modernista total,

que odia los anquilosos mentales a lo antiguo

por la luz que le alquila su alma original.

Cinco:

Y Luis Ernesto Luna que salió disecado

de los laboratorios del desvelo, graduado

en el Santo Colegio Mayor de la Inquietud;

-¡más idealista y flaco no fuera don Quijote!-

en los predios del tedio tomó en arriendo un lote

para asentar la finca de fe de su laúd.

Seis:

Y el menor de los Magos –quien tiene la palabra-

se define en sus versos que son su abracadabra

-es exacto al Demonio y a Francisco de Asís-

desde hace veinte años está en combate púnico

por conquistar el verso que lo adjetive único;

y entretanto se llama sólo: el gran aprendiz.

-Nos han denominado “Papelípolas”

en honor al papel que es la parcela

donde van cosechando nuestras almas

las aguas fuertes de sus primaveras.

En honor al papel que sacrifica

su epidermis vegetal en las imprentas

para que sobre ella se patente

el tatuaje de añil de las ideas.

Somos seis sitibundos trashumantes del verso:

Buscamos la belleza con un prurito cruel;

y la belleza se nos presenta por instantes

pero se va de súbito y activa nuestra sed.

Pero en esos instantes que ella colma y arrulla

con el infiel prodigio de su estrella total,

fusionamos ladrillos de luz que van armando

los edificios de una poética ciudad.

## Sobre la atribución demovimiento
El marbete de movimiento, puede ser impreciso, debido a que no generaron mayores adeptos, aunque sí fundaron cenáculos de lectura en Neiva y lograron un impacto notable con el Primer Festival de Poesìa del Huila, hacia finales de los años 50. El grupo artístico comparte ideales con el Nadaísmo antioqueño (grupo que les propuso engrosar sus filas, propuesta que declinó Ángel Sierra Basto), y a nivel mundial, con la generación Beat, The Hungry Generation y la Generación del 68, todas buscadoras de nuevos horizontes espirituales en religiones diferentes a la religión católica, el descubrimiento del inconsciente a través del alcohol y las drogas, una revolución del pensamiento por medio de la creación de neologismos o palabras poéticas inventadas, y abogaban por una sexualidad libre. Los papelípolas Ángel Sierra Basto y Luis Ernesto Luna Suárez aludían al Nirvana, los Upanishads, al budismo, a la sexualidad libre, el alcohol y las drogas en sus versos. 
Otro punto curioso, es que ninguno de sus integrantes se profesionalizó cabalmente, según algunos autores, como una respuesta ante el modelo educativo del capitalismo salvaje. En el caso de algunos, resultado de su ideario espiritual y político; y para otros, razón de limitaciones económicas y del medio, pero resulta común en todos. Entre sus influencias que denotan esta parada ante el capitalismo salvaje, está el decadentismo francés de Huysmans (como es evidente en el prólogo de Dimensiones de Ángel Sierra Basto por Luis Ernesto Luna Suárez y en la Tebaida de Ananké); del malditismo francés de Charles Baudelaire, Gerard de Nerval, Arthur Rimbaud, y el Parnasianismo de Paul Verlaine; también a nivel literario, vemos un primer grupo de poesía moderna en el Huila, nutrido de autores como Rubén Darío, y a nivel de pensamiento filosófico, con las influencias del existencialismo francés y alemán, lo que era muy avant-gardé (de avanzada) para la época. Sierra Basto, el más beat de todos, trató de desestructurar el pensamiento con la misma fórmula de William Burroughs, en la desestructuración del lenguaje con sus Rimas Rúnicas y otros poemas llenos de neologismos, al igual que Darío Silva Silva. Por su parte, el fundador de Los Papelípolas, Gustavo Andrade, fue contracultural con su primer Manifiesto de los Papelípolas, carta dirigida a Ramiro Bahamón presentada por la poetisa Silvia Lorenzo ante los poetas nacionales reunidos en Medellín en 1958, y publicado este mismo año en el primero de los tres Cuadernos Huilenses del grupo: Noción de Pesadumbre, con poemas de Julián Polanía Pérez; también con su ensayo Neiva Necesita un Alcalde que Quiera a Neiva, y gozando de reconocimiento universal con obras de teatro de corte semejante.
El valor artístico de Los Papelípolas, fue objeto de las páginas de varios autores como David Rivera Moya, Rogelio Echavarría, Oliver Lis, Delimiro Moreno, Félix Ramiro Losada y Jorge Guebely. Sin embargo, el marbete "movimiento" ha sido admitido por costumbre, aunque su delimitación ha sido ya más diversa y polémica.

## El Manifiesto de los Papelípolas
El Primer Manifiesto de los Papelípolas fue una carta de Gustavo Andrade a Ramiro Bahamón, el cual fue presentado con la aquiescencia del grupo por la poetisa Silvia Lorenzo ante los poetas nadaístas entre otros en Medellín en 1958. Este manifiesto fue publicado en el primero de los tres Cuadernos Huilenses (su primer medio de difusión), editados por Gustavo Andrade, libro de versos titulado Noción de Pesadumbre de la autoría de Julián Polanía Pérez. Son los siguientes algunos fragmentos del manifiesto de Los Papelípolas, escrito por Gustavo Andrade Rivera:
Empiezo esta carta con algo que para ti –en contacto por más de tres años con la vieja y eterna cultura- no tendrá el significado de blasfemia que sí va a tener para el huilense raso: José Eustasio Rivera es un mito que nos está haciendo estorbo.
Sí, Rivera es un mito porque su prestigio no se tuvo por el huilense de ayer –tan igual al huilense de hoy- como una gloria purísima de las letras, sino a la manera de un comodín para presumir cultura, y a la manera de una cerca de alambre de púas para atajar el paso a la cultura. Vale recordar que José Eustasio tuvo que huir, emigrar de su <<Tierra de Promisión>> para evitar La Vorágine de nuestros medios caseros de demolición; y que su prestigio se aceptó entre nosotros a regañadientes, cuando ya no había más remedio que aceptarlo porque tenía consagración nacional y americana. Fue como si al valle árido –al pobre Valle de las Tristezas- le hubiera nacido de pronto una eminencia que rompía la monótona mediocridad de las líneas horizontales, mientras la indiada se arrodillaba en desnuda adoración.
[...] El huilense de hoy –tan igual al huilense de ayer- sigue cultivando amorosamente el tabú con el mismo doble oficio de comodín y talanquera. José Eustasio, entonces, como un viejo guáimaro sigue dominando la cumbre con altura tan empinada y tal poderío de brazos ramazonados, que todo el Departamento cabe debajo de él. Pero su sombra no es buena, protectora y estimulante, sino que la han convertido en mala sombra que asfixia y que apenas nos deja prosperar como arbustos raquíticos. Dicho en el lenguaje del analfabeto de esquina nos sobran esquinas. Ramiro aquí nadie puede ser escritor y poeta porque ya tenemos a Rivera. Y nos enfrentan al hombre que, de vivir, sería un glorioso mecenas setentón, con los ojos llenos de colinas para su valle, empeñado en sembrar un bosque, todo un bosque de guáimaros.
Estamos, pues, enfrentados a Rivera. Y sin embargo, la lucha no es con él ni contra él. La lucha es con nuestro medio, el mismo que tú conoces y que en buena hora dejaste. La lucha es con el mismo medio hostil y voraginoso que José Eustasio tuvo que vencer a lo Arturo Cova . Con el mismo medio desagradecido que tasa los centavos de la estatua pero que no tiene vergüenza de usar La Vorágine y Tierra de Promisión para presumir de culto sin serlo.
¿Somos entonces un pueblo inculto? No. Ya intentaré otro día –en otra carta- un estudio más a fondo sobre esta materia. Por ahora te anticipo que somos un pueblo que padece una mala definición y una mala ubicación de la cultura. En esos dos errores que se complementan y armonizan, está la causa y razón de nuestro prolongado estiaje intelectual. Definimos la cultura como el tránsito por una universidad y ubicamos la cultura en quien nos muestra un título de doctor.
El profesional, no podía ser menos, se lo creyó así, sin auto examen de conciencia, y va gozosa y golosamente a las preeminencias que nuestra tontería le ofrece, traducidos en las posiciones rectoras del gobierno y la política. De esta manera, desembocamos en el doctorismo, pero también en la más desoladora medianía, porque nuestros doctores son de una mediocridad tan desconcertante que con frecuencia abarca a los linderos mismos de su profesión. Tiene que ser así porque nuestro desenfado profesional casi siempre es el producto de dos factores: un padre enriquecido e ignorante empeñado en tener “dotor” en la casa, porque “pa’ eso es la plata”; y un muchacho con tozudez filial sobre los libros hasta que al fin lo gradúan. No importa que la tierra paterna se desperdicie y se muera por falta de brazos para trabajarla; no importa que al hijo se le note a distancia el pelo de la dehesa, que por todos los poros trasciende a corral y sementera, que él mismo parezca un sólido estantillo para desbravar animales: ha de ser odontólogo, ingeniero, abogado o médico. Tan cierto es esto, que la única actividad conocida del profesional huilense, aquella por la cual no vacila en dejar negocios y oficina, es la ganadería o la agricultura. Las cosas, Ramiro, vuelven al lugar de donde salieron.
¿Recuerdas aquellas altas madrugadas que nos sorprendían sobrándonos dedos de la mano para las excepciones? Ninguno con madera bastante para que el país lo mire y nos mire con el respeto que inspiran la inteligencia y la sabiduría. Y cómo nos escandalizábamos repasando la lista de nuestros titulados senadores y representantes, de nuestros gobernadores… A algunos, muy pocos, se les recuerda por la carretera, el puente o el matadero cementoarmado donde pusieron la quintaesencia de todo su poder creador. Pero nadie dejó –no podía- la obra de aliento espiritual que pusiera su nombre más allá de la placa deleznable, en la memoria y el afecto de toda una generación. El Huila, Ramiro, es un cero a la izquierda, mas no por la pobreza erial de su geografía y la pastoralidad de sus gentes, sino por la insuficiencia graduada de sus doctores.

## Publicaciones
Sus publicaciones de entrada en la tradición literaria fueron sin duda los Cuadernos Huilenses, logrados por gestión exitosa de Gustavo Andrade Rivera ante Intercol (International Petrolium Co.) y posteriormente la Revista Ecos del bachillerato nocturno José María Rojas Garrido con Ángel Sierra Basto en cabeza editorial en los años 1963 y 1964.
Citamos algunas de estas publicaciones:
ANDRADE RIVERA, Gustavo, Cuadernos Huilenses, Imprenta Departamental, Neiva [1958-1963].

ANDRADE RIVERA, Gustavo, Remington 22 y otras piezas de teatro, Instituto Colombiano de Cultura, Canal Ramírez, Bogotá, 1973.

ANDRADE RIVERA, Gustavo, Teatro de Gustavo Andrade Rivera, Cuadernos Huilenses, # 3, Imprenta Departamental, s.f., Neiva, 1972.

POLANÍA PÉREZ, Julián, Noción de Pesadumbre, en “Cuadernos Huilenses” # 1, Imprenta Departamental, Neiva, 1958.

SIERRA BASTO, Ángel [Víctor Manuel Cortés Vargas] en Cuadernos Huilenses, # 2, Imprenta Departamental, Neiva.

Todos los seis poetas publicaron en los Cuadernos Huilenses.
Tras la disolución del grupo se vieron otras publicaciones, entre las cuales se cuentan:
- LUNA, Luis Ernesto, Memoria del Silencio. Poemas. Cuadernos de Extensión Cultural del Instituto Huilense de Cultura, Empresa de Publicaciones del Huila, Neiva, 1988.
- SIERRA BASTO, Ángel, Colección Xenias y Apophoretas de Menen Laos, en Biblioteca Luis Ángel Arango, 1994, la cual sería ampliada, ilustrada y editada por Oliver Lis, con la biografía del poeta en 2009.
- SILVA SILVA, Darío, El Hombre que Escapó del Infierno, Editorial Buena Semilla, Bogotá, 1991.

## Disolución del Grupo
La disolución se situó según un artículo de prensa de los años 70 atribuido a Luis Ernesto Luna Suárez, aproximadamente en el año 1962, afirmación que sabemos es falsa, porque el tercer Cuaderno Huilense, que es el de Ángel Sierra Basto, Dimensiones, es del año 1963, al igual que Narración de los Rostros Vivientes de Julián Polanía Pérez. La disolución, se da casi igual que la de los grupos beat y beatnik, en la década de los sesenta, inmersos en los movimientos contraculturales. Pudo darse en el año 1964, con la partida de Gustavo Andrade de Colombia para Costa Rica, con la esperanza cierta de consagrarse como dramaturgo en el extranjero (lo cual logró siendo premiado con el premio de Teatro de París, entre otros), o el deceso de Julián Polanía Pérez en un accidente automovilístico en 1965.

## Los Papelípolas, La Película
En 2013, el escritor y cineasta Oliver Lis y la productora española Blanca Rosa de Aguilar, iniciaron el rodaje de la película Los Papelípolas, Ocaso de una Generación Poética con sus sobrevivientes Armando Cerón Castillo y Darío Silva Silva. La producción colombo-franco-española, contó con la participación del exministro de Justicia de Colombia, Guillermo Plazas Alcid, el exgobernador del Huila, Julio Enrique Ortiz Cuenca, y los escritores Jorge Guebely Ortega y  Delimiro Moreno, como los descendientes de estos. La película se enmarca dentro de lo que su autor denomina Cine Fenomenológico.